# Anas Serrhat
Anas Serrhat (en arabe : أنس سرغات), né le 1er novembre 1996 à Casablanca (Maroc), est un footballeur marocain jouant au poste de défenseur au Wydad Athletic Club.

## Biographie

### En club
Anas Serrhat naît à Casablanca et intègre le centre de formation du DH El Jadida. Il dispute pour la première fois en première division avec le RCA Zemamra. Lors de la saison 2019-2020, il termine le championnat à la douzième place de la Botola Pro.
Le 28 octobre 2020, il s'engage pour trois saisons au Wydad Athletic Club.
Le 30 mai 2022, il entre en jeu à la 91ème minute à la place de Reda Jaadi contre l'Al-Ahly SC en finale de la Ligue des champions de la CAF et remporte la compétition grâce à une victoire de 2-0 au Stade Mohammed-V,,,.

## Palmarès
Wydad Casablanca
- Championnat du Maroc (2) :
  - Champion : 2020-21, 2021-22.
- Ligue des champions de la CAF (1) :
  - Champion : 2022.

## Statistiques
| Saison                | Club                  | Championnat           | Championnat | Championnat | Coupe(s) nationale(s) | Coupe(s) nationale(s) | Total | Total |
| Saison                | Club                  | Division              | M.          | B.          | M.                    | B.                    | M.    | B.    |
| 2019-2020             | RCA Zemamra           | Botola                | 25          | 1           | 1                     | 0                     | 26    | 1     |
| Sous-total            | Sous-total            | Sous-total            | 25          | 1           | 1                     | 0                     | 26    | 1     |
| 2020-2021             | Wydad AC              | Botola                | 8           | 1           | 1                     | 0                     | 9     | 1     |
| 2021-2022             | Wydad AC              | Botola                | 6           | 0           | 0                     | 0                     | 6     | 0     |
| Sous-total            | Sous-total            | Sous-total            | 14          | 1           | 1                     | 0                     | 15    | 1     |
| Total sur la carrière | Total sur la carrière | Total sur la carrière | 39          | 2           | 2                     | 0                     | 41    | 2     |